# اومتوآت
اومتوآت (به انگلیسی: Omethoate) با فرمول شیمیایی C5H12NO4PS یک ترکیب شیمیایی با شناسه پاب‌کم 11177 است. که جرم مولی آن ۲۱۳٫۱۹ گرم بر مول می‌باشد. 